# Otto Abetz
Otto Abetz, född den 26 mars 1903 i Schwetzingen, död den 5 maj 1958 i Langenfeld, var en tysk diplomat och nazistisk politiker. Han var mellan 1940 och 1944 ambassadör i det av Tyskland ockuperade Frankrike.

## Biografi
Otto Abetz utbildade sig till konstlärare och verkade i Karlsruhe, och anslöt sig där till den så kallade sohlbergrörelsen, som verkade för ett fransk-tyskt samförstånd. Redan några år före Hitlers maktövertagande hade han genom Joachim von Ribbentrop gjort bekantskap med det Nationalsocialistiska partiet, vilket han 1933 anslöt sig till. År 1935 knöts Abetz till Dienststelle Ribbentrop, en byrå, grundad av Ribbentrop, som verkade för att främja de tysk-franska relationerna, och arbetade för denna byrå i Frankrike 1935–39. Då organisationen av franska regeringen ansågs defaitistisk tvingades han 1939 lämna landet.
Efter det tyska fälttåget mot Frankrike 1940 utsågs Abetz till ambassadör i Paris. Hans uppgift var att bringa de franska myndigheterna till fullt samarbete med den tyska ockupationsmakten. Efter Frankrikes befrielse 1944 tjänstgjorde Abetz vid Reichsführer-SS Heinrich Himmlers stab.
År 1949 dömde en fransk domstol Abetz till 20 års fängelse för hans samarbete med Vichyregimen och delaktighet i judeförföljelserna, men frisläpptes redan 1954. Abetz omkom i en trafikolycka på en tysk motorväg 1958.